# 俠盜獵車手：自由城之章
《侠盗猎车手: 自由城之章》（英語：Grand Theft Auto: Episodes from Liberty City）是2009年电子游戏《侠盗猎车手IV》的续集獨立合集版本。遊戲內的地圖大致上與四代相同，即使沒有安裝《侠盗猎车手IV》主遊戲內容仍能進行的獨立作業遊戲。游戏由Rockstar North在英国开发。该合集中包括《失落与诅咒》和《酷男之歌》。DLC原先在2009年10月29日为XBox 360发布的《酷男之歌》，並於2010年4月13日发布Windows和Playstation 3版本。
2017年2月，微軟將《自由城之章》添加到了Xbox One平台的「向後相容遊戲列表」中。

## 內容
《自由城之章》內容包括以下兩個故事線篇章：

## 外部連結
- 俠盜獵車手：自由城之章官方網站（英文）
- Rockstar Games官方網站（页面存档备份，存于）——Rockstar Games官方網站對俠盜獵車手：自由城之章的介紹（英文）